# Förenta staternas mindre öar i Oceanien och Västindien

USA:s flagga används officiellt på öarna.

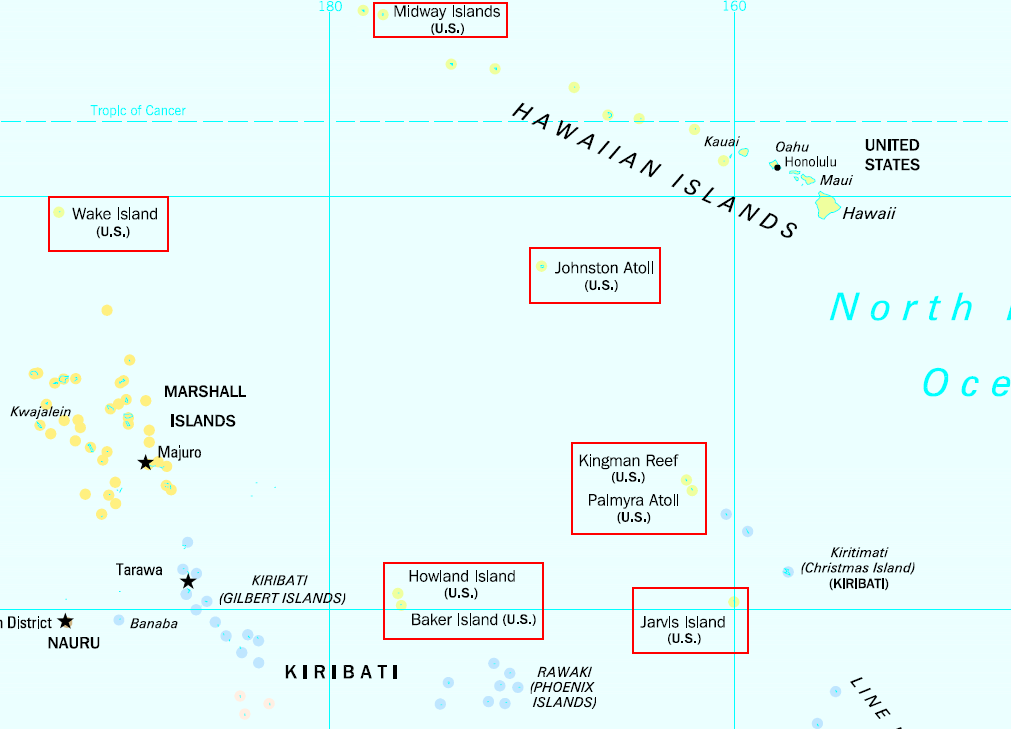
Karta med öarna i Stilla havet märkta med rött

Förenta staternas mindre öar i Oceanien och Västindien (engelska United States Minor Outlying Islands) är en statistisk benämning definierad av ISO 3166-1. Öarna som avses är ihopgrupperade av bekvämlighetsskäl. Områdena administreras inte kollektivt, inte heller har de några enskilda kulturer eller någon politisk historia utan är obebodda öar under styre av USA.
Områdena förvaltas av United States Fish and Wildlife Service inom USA:s inrikesdepartement, med kontor i Honolulu på Hawaii. Samtliga områden är numera naturskyddsområden.
Utöver detta territorium finns ett antal bebodda öar som tillhör USA, men inte ingår i delstaterna. Dessa, till exempel Amerikanska Samoa, Guam och Puerto Rico ingår inte i den administrativa beteckningen "Förenta staternas mindre öar i Oceanien och Västindien".

## Tillhörande områden
| - Bakerön - Howlandön - Jarvisön - Johnston Island - Kingmanrevet - Midwayöarna - Navassaön - Palmyraatollen - Wake Island | · Bakerön Howlandön Jarvisön Johnston Island Kingmanrevet Midwayöarna Navassaön Palmyraatollen Wake Island Förenta staternas mindre öar på kartan över Stilla havet |

Alla dessa öar är belägna i Mikronesien eller Polynesien i Stilla havet, med undantag för Navassaön som ligger i Karibiska havet. Palmyras korallrev är den enda inkorporerade marken av ovanstående öar. Ingen av öarna har för närvarande några permanenta invånare. Midwayöarna och Wake Island har invånare stationerade där, som dock inte bor där permanent. Under delar av 1900-talet, särskilt 1940-talet, fanns personal stationerade på flera av öarna, särskilt många på Johnston Island, eftersom de användes som militära flygbaser.
De är kollektivt representerade av landskod UM. De har tilldelats lands-toppdomänen .um, som dock inte är i drift.